# Língua kanga
Kanga é um língua da família das “Kadu” falada em Cordofão. Seus dialetos são Kufo, Abu Sinun, Chiroro, Krongo Abdullah e o próprio Kanga.